# Elecciones provinciales de La Rioja (Argentina) de 1987
Las elecciones generales de la provincia de La Rioja de 1987 tuvieron lugar en primera instancia el domingo 6 de septiembre del mencionado año, con el objetivo de renovar los cargos de Gobernador y Vicegobernador para el período 1987-1991. Un mes más tarde, el domingo 15 de noviembre, se renovaron 18 de los 31 escaños de la Legislatura Provincial para el mismo período. Se realizaron en el marco de una reforma de la constitución provincial que, entre otras cosas, habilitó al gobernador incumbente, Carlos Menem, del Partido Justicialista (PJ), a presentarse a la reelección para un segundo mandato consecutivo. Su principal oponente sería Enrique Peñaloza Camet, de la Unión Cívica Radical (UCR), partido oficialista a nivel nacional. La elección de gobernador se celebró al mismo tiempo que las elecciones legislativas en el resto del país, en el marco de la crisis que atravesaba el gobierno de Raúl Alfonsín.
En ese contexto, Menem resultó abrumadoramente reelegido con el 62.41% de los votos, contra el 33.88% de Peñaloza, triunfando en todos los departamentos menos en General Ángel V. Peñaloza, donde el candidato radical se impuso por escaso margen. Lo mismo sucedió con las intendencias, pues todas las municipalidades excepto la de General Ángel V. Peñaloza permanecieron en manos del justicialismo. La participación en los comicios para gobernador e intendentes fue del 83.42% del electorado registrado. Tras la realización de los comicios legislativos, que el radicalismo denunció como una trampa electoral, el PJ retuvo abrumadoramente su mayoría parlamentaria con casi la totalidad de las bancas, excepto una, que retuvo la UCR. La reforma constitucional permitía dos bancas para los partidos minoritarios que, no imponiéndose en ningún departamento, superaran el 2% de los votos. Tal beneficio correspondió al Movimiento de Integración y Desarrollo (MID) y al Movimiento Patriótico de Liberación (MPL), partidos que posteriormente tendrían una actitud de apoyo al gobierno de Menem. Ante la obviedad de la victoria del PJ, la participación en las elecciones legislativas fue mucho más baja, del 61.93% del padrón. Los cargos electos asumieron el 10 de diciembre.
Menem no pudo completar el mandato constitucional ya que en mayo de 1989 fue elegido presidente de la Nación Argentina, y asumió anticipadamente el cargo el 8 de julio de ese mismo año de manos de Alfonsín. Su vicegobernador, Alberto Cavero, tampoco finalizó el mandato, ya que falleció el 15 de noviembre del mismo año, llevando al poder al vicepresidente primero de la legislatura, Agustín de la Vega, el cual renunció a su vez el 4 de julio de 1991, pocos meses antes del fin del mandato. Luis Beder Herrera, vicepresidente segundo del legislativo, se encargó de encabezar la provincia hasta las siguientes elecciones.

## Antecedentes
Las elecciones de 1983 mostraron en La Rioja un escenario totalmente distinto al del resto del país. Mientras que la Unión Cívica Radical triunfó por amplio margen en la mayoría de las provincias, con Raúl Alfonsín como candidato presidencial, en el distrito riojano el Partido Justicialista conservó holgadamente su hegemonía con Carlos Menem como candidato. Esta hegemonía se vio fácilmente reforzada en las elecciones legislativas de medio término de 1985, durante las cuales también se renovó parte de la Legislatura Provincial. Las divisiones que aquejaban al peronismo a nivel nacional no se manifestaron en La Rioja, donde Menem tenía una dominación casi total y fue, por lo tanto, la única provincia de la jornada donde el justicialismo obtuvo mayoría absoluta de votos. Con una abrumadora mayoría del 80% de la legislatura, Menem logró fácilmente que se aprobara el llamado a una Convención Constituyente para reformar la carta magna provincial, garantizándose de este modo la posibilidad de ser reelecto. Los comicios para convencionales se realizaron al mismo tiempo que las elecciones legislativas, el 3 de noviembre.
Ya desde la primera mitad de su mandato como gobernador, Menem había comenzado a construir una imagen nacional propia, buscando perfilarse como un posible candidato presidencial de cara a 1989. Esto llevó a que realizara numerosos viajes por el país, presentándose en otras provincias, y en construir un discurso personal dentro de La Rioja para reforzar su hegemonía, dando inicio al nacimiento de lo que después se conocería como «menemismo». La nacionalización de la figura de Menem ocurría en simultáneo con un debilitamiento progresivo del gobierno de Alfonsín, por lo que se descontaba que Menem obtendría fácilmente la reelección en 1987, y prácticamente no enfrentó interna alguna dentro de su partido para obtener la nominación.

## Reglas electorales

### Cargos a elegir
La elección se realizó bajo el texto constitucional surgido de la reforma de 1986, siendo las primeras elecciones realizadas bajo la nueva carta magna. La ley electoral entonces vigente establecía los cargos a elegir.
- Gobernador y Vicegobernador electos en fórmula única por voto directo de los ciudadanos de la provincia a simple pluralidad de sufragios.
- 31 diputados provinciales, elegidos mediante un sistema mixto que combina el escrutinio mayoritario uninominal con la representación proporcional por listas mediante sistema d'Hondt, con los dieciocho departamentos que componen la provincia como distritos electorales. Representados por solo un diputado, 12 departamentos elegirían a su representante por simple mayoría de sufragios, mientras que los otros 6 (Arauco, Capital, Chamical, Chilecito, Felipe Varela, y Rosario Vera Penaloza) elegirían a sus diputados por medio del voto proporcional.[4] Bajo el sistema escalonado, algunos departamentos no renovaron diputados en esta elección.[4]

### Renovación legislativa
| Departamento           | Diputados | A renovar |
| ---------------------- | --------- | --------- |
| Ángel V. Peñaloza      | 1         | 1         |
| Arauco                 | 3         | 3         |
| Belgrano               | 1         | 1         |
| Capital                | 7         | 4         |
| Castro Barros          | 1         | —         |
| Chamical               | 2         | 1         |
| Chilecito              | 3         | 2         |
| Facundo Quiroga        | 1         | —         |
| Famatina               | 1         | —         |
| Felipe Varela          | 2         | 1         |
| Independencia          | 1         | 1         |
| Lamadrid               | 1         | 1         |
| Ocampo                 | 1         | 1         |
| Rosario Vera Peñaloza  | 2         | —         |
| San Blas de los Sauces | 1         | 1         |
| San Martín             | 1         | 1         |
| Sanagasta              | 1         | —         |
| Sarmiento              | 1         | —         |
| Total                  | 31        | 18        |

## Campaña
El candidato de la UCR fue el alfonsinista Enrique Peñaloza Camet, que había sucedido en el liderazgo del radicalismo riojano al balbinista Raúl Alfredo Galván tras su derrota en 1983. Peñaloza centró su campaña en criticar al gobierno de Menem, acusándolo de ser corrupto, autoritario e ineficiente, y de estar más concentrado en la construcción de su proyecto político personal a nivel nacional que en gobernar La Rioja. El radicalismo realizó polémicas comparaciones entre Menem y el brigadier Guillermo Jorge Piastrellini, el interventor de facto al que había sucedido en la gobernación, puesto que una gran cantidad de los empleados del gobierno provincial se habían mantenido después de haber formado parte del régimen militar, como destacó Galván durante una entrevista con el Diario Independiente. Peñaloza declaró que, de ganar las elecciones, gobernaría de acuerdo con la constitución, y que la situación del distrito riojano sería mucho más fácil si el gobernador y el presidente pertenecían al mismo espacio político. Esencialmente, el discurso de campaña del radicalismo buscaba establecer que Menem era «particularmente autoritario y demagogo», incluso dentro del marco del peronismo, y llamaba constantemente a los riojanos a poner fin a lo que consideraba abusos políticos.
Menem descartó las acusaciones del radicalismo como desesperadas, y afirmó que su idea de un proyecto nacional implicaba poner a La Rioja nuevamente en el centro del país, como una provincia destacada, al tiempo que prometía generar trabajos y crecimiento económico. Menem apeló constantemente a las mujeres durante su campaña, publicando una carta en la que las llamaba a votar "sabiamente" y afirmaba darle máxima prioridad a la igualdad en su gobierno, así como en su proyecto familiar. Esto llevó a que la rama femenina del radicalismo enviara una carta criticándolo por no centrarse en los problemas riojanos. A dicha carta respondió la rama femenina del justicialismo, con la consigna: «Menem presidente no solo es bandera de los justicialistas de La Rioja, sino que debe ser bandera de todos los riojanos y de todos los hombres y mujeres del interior, a partir de sus reconocidas consignas federales, buscando la justicia con la real integración latinoamericana». Tras enfrentarse a una nueva ola de críticas por haber desfasado las elecciones legislativas de las gubernativas, algo que Peñaloza calificó de "trampa autoritaria", el gobierno respondió declarando que los comentarios del radicalismo eran «producto de una mentalidad oligárquica, desestabilizantes y resentidos».

## Resultados

### Gobernador y Vicegobernador
|  | 62.41 % |

|  | 33.88 % |

|  | 1.31 % |

|  | 0.68 % |

|  | 0.64 % |

|  | 0.47 % |

|  | 0.35 % |

|  | 0.25 % |

|  | 98.23 % |

|  | 1.22 % |

|  | 0.47 % |

|  | 0.09 % |

|  | 100.00 % |

|  | 83.42 % |

### Legislatura Provincial
|  | 55.60 % |

|  | 30.97 % |

|  | 4.16 % |

|  | 3.44 % |

|  | 2.22 % |

|  | 1.78 % |

|  | 1.78 % |

|  | 0.41 % |

|  | 96.95 % |

|  | 2.28 % |

|  | 0.76 % |

|  | 100.00 % |

|  | 61.93 % |

#### Electos
| Departamento           | Diputado                    | Mandato   |
| ---------------------- | --------------------------- | --------- |
| Ángel V. Peñaloza      | Luisa Pérez de Peñaloza     | 1987-1991 |
| Arauco                 | Ramón Reyes Quinteros       | 1987-1991 |
| Arauco                 | Julián Nicolás de la Fuente | 1987-1989 |
| Arauco                 | Rodolfo Laureano de Priego  | 1987-1989 |
| Belgrano               | Elvio Ramón Romero          | 1987-1991 |
| Capital                | Juan B. Bustos Fierro       | 1987-1991 |
| Capital                | Carlos A. Cáceres           | 1987-1991 |
| Capital                | Herman González             | 1987-1991 |
| Capital                | Ricardo Mercado Luna        | 1987-1991 |
| Chamical               | Juan Pedro Carbel           | 1987-1991 |
| Chilecito              | Jorge Ricardo Herrera       | 1987-1991 |
| Chilecito              | Berta Soria de Puy          | 1987-1991 |
| Felipe Varela          | Oscar E. Chamia             | 1987-1991 |
| Independencia          | José López                  | 1987-1991 |
| Lamadrid               | Jorge W. Brizuela           | 1987-1991 |
| Ocampo                 | Carlos H. Rivero            | 1987-1991 |
| San Blas de los Sauces | Rodulfo E. Juárez           | 1987-1991 |
| San Martín             | Danilo Omar Farías          | 1987-1991 |